# Kleinmond
Kleinmond est une petite ville côtière située en Afrique du Sud, dans la région d'Overberg au sein de la province du Cap-Occidental.

## Localisation
Kleinmond est situé dans une biosphère déclarée par l'UNESCO, à environ 90 km à l'est de la ville du Cap, entre Betty's Bay et Hermanus.

## Étymologie
Le nom de la ville signifie petite bouche en afrikaans. Ce nom fait référence à son emplacement à l'embouchure de la lagune de la rivière Bot.

## Démographie
Selon le recensement de 2011, Kleinmond compte 6 634 habitants (36,34 % de blancs sud-africains, 34,79 % de noirs et 27,63 % de coloureds), majoritairement de langue maternelle afrikaans (60,13%) et isiXhosa (25,53 %).

## Histoire

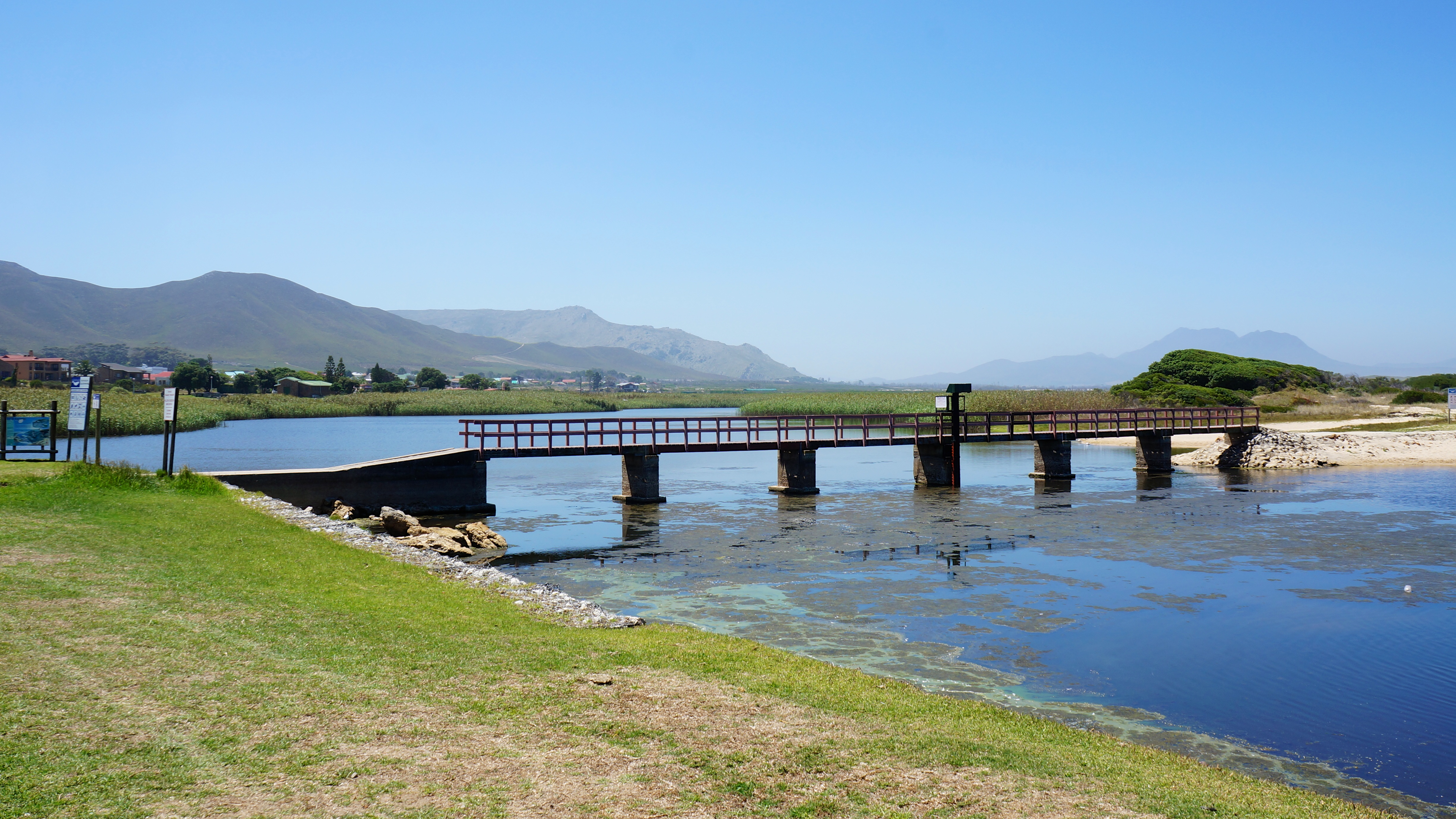
Pont franchissant la rivière Bot à Kleinmond

La région reculée et inhabitée de Kleinmond est à l'origine fréquentée par des Khoisans puis par des esclaves en fuite, des pirates ou des criminels. En 1739, Andries Grove est le premier blanc à y construire une ferme. Le secteur est alors également une zone où abondent les hyènes, les bonteboks, les buffles, les zèbres et les élans.
Au milieu du XIXe siècle, une petite communauté de pêcheurs s’établit à Jongensklip, le petit port de pêche de Kleinmond. C’est à peu près à la même époque, dans les années 1860, que cette côte devient le lieu de villégiature préféré des agriculteurs de la région. En 1910, la ferme de Lamloch est subdivisée. Sur la parcelle achetée par les frères Kaplan est aménagée la ville actuelle de Kleinmond. En 1913, une station baleinière est érigée à Stony Point sur un terrain appartenant aux frères Walsh. En 1930, le prix de l'huile de baleine tombe à un point tel que la station de chasse à la baleine est finalement fermée. 
Les terres environnantes sont consacrées au pâturage et la cueillette de fleurs sauvages.  Kleinmond se développe lentement. En 1948, le premier conseil de gestion de village est créé. La zone portuaire est déclarée zone industrielle en 1954. Des routes de goudron, une mairie, des bureaux municipaux et une bibliothèque sont construits durant les années 60 et 70.

## Économie
Le tourisme joue un rôle important dans l'économie de la ville en raison de sa popularité auprès des vacanciers de la province du Cap-Occidental et de la ville du Cap en particulier. La plage de Kleinmond est une plage Pavillon Bleu. De juin à novembre, on peut y voir depuis la côte des baleines franches autrales qui viennent s'accoupler ou accoucher. Un troupeau de chevaux sauvages vit également dans les marais de la lagune de la rivière Bot, à côté de la réserve naturelle de Rooisands. 